# Protoadapis
Protoadapis és un gènere extint de primats de la família dels adàpids que visqueren a Europa de l'Oest durant l'Eocè, fa entre 41,3 i 47,8 milions d'anys. Se n'han trobat restes fòssils a Alemanya i França. Les espècies d'aquest grup atenyien un pes d'entre 1 i 3 kg. En comparació amb altres adàpids primitius, havien perdut la primera dent premolar. Es nodrien de fruita. L'anatomia dels húmers fa pensar que tenien un mode de locomoció semblant al dels lèmurs d'avui en dia.